# Detlef Lindner (Politiker)
Detlef Lindner (* 22. Juli 1963 in Bergen auf Rügen) ist ein deutscher Politiker (parteilos, zuvor CDU). Von 2011 bis 2016 war er Abgeordneter im Landtag Mecklenburg-Vorpommern.

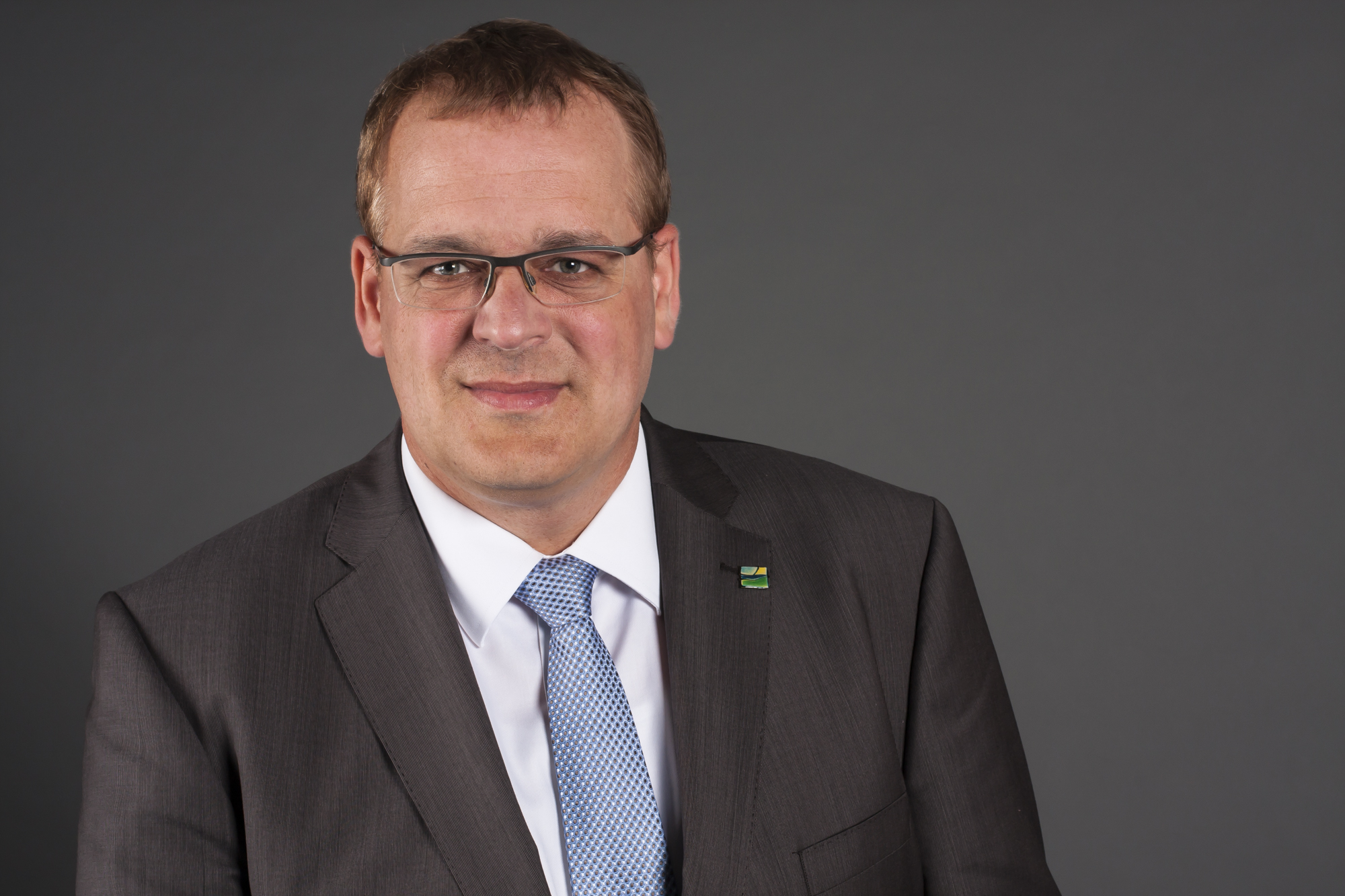
Detlef Lindner (2013)

Lindner machte die Berufsausbildung im Großhandel und die Ausbildung zum Zöllner und war danach Mitarbeiter bei der Zollverwaltung der DDR in Stralsund.
1995 wurde Lindner Mitglied der Jungen Union und später auch der CDU. Dort war er Mitglied des Kreisvorstandes, Schatzmeister und stellvertretender Kreisvorsitzender. Seit 1999 ist er Mitglied der Bürgerschaft in Stralsund, dort Mitglied des Fraktionsvorstandes und Fraktionsvorsitzender sowie Mitglied in diversen Ausschüssen der Bürgerschaft. Bei der Landtagswahl 2011 wurde Lindner im Wahlkreis Stralsund II direkt in den Landtag gewählt.
Im Mai 2016 kündigte er an, aus der CDU austreten und bei der Landtagswahl 2016 als Einzelkandidat antreten zu wollen. Aus diesem Grund trat er am 5. Juni 2016 aus der CDU-Fraktion aus. In der Bürgerschaft der Stadt Stralsund gehört er seitdem zur Fraktion Bürger für Stralsund. Detlef Lindner war Mitglied des Aufsichtsrats der SWS Stadtwerke Stralsund.
Lindner ist verheiratet und hat ein Kind.